# Thailand Premier League 2004/05
Die Saison Thailand Premier League 2004/05 wurde zum letzten Mal mit 10 Mannschaften durchgeführt. Danach setzten die Ligareformen ein und die Liga wurde anschließend erst auf 12 dann auf 16 Mannschaften aufgestockt.
Meister der Saison 2004/05 wurde der FC Thailand Tobacco Monopoly, zum ersten Mal in seiner langen Vereinsgeschichte. Gerade noch vor dem Gang in die Zweite Liga retten konnte sich die Bangkok Bank. Mit einem 8. Platz zum Saisonende musste man in die Relegation, konnte diese jedoch für sich entscheiden. Der Aufsteiger FC TOT hingegen musste gleich wieder den Weg in 2. Liga antreten, nachdem am Saisonende lediglich der 9. Platz belegt werden konnte. Hingegen schaffte der Mitaufsteiger, die PEA, es gleich zum Vizemeister, dem bis heute größten Erfolg in der Vereinsgeschichte.
Nach 2003 konnte Sarayut Chaikamdee zum zweiten Mal Torschützenkönig der Saison werden.

## Vereine der Saison 2004/05
| Teilnehmer |
| - FC Bangkok Bank - FC Bangkok University - BEC Tero Sasana - FC Krung Thai Bank - FC Osotspa M-150 - FC Port Authority of Thailand - FC Provincial Electricity Authority (Aufsteiger von der Thailand Division 1 League) - FC Royal Thai Navy - FC Thailand Tobacco Monopoly - FC TOT (Aufsteiger von der Thailand Division 1 League) |

## Abschlusstabelle der Saison 2004/05
| Pl. | Verein                        | Sp. | S | U | N  | Tore    | Diff. | Punkte |
| --- | ----------------------------- | --- | - | - | -- | ------- | ----- | ------ |
| 1. | FC Thailand Tobacco Monopoly  | 18  | 9 | 7 | 2  | 026:110 | +15   | 34     |
| 2. | PEA                           | 18  | 9 | 5 | 4  | 023:190 | +4    | 32     |
| 3. | FC Osotspa M-150              | 18  | 9 | 5 | 4  | 034:200 | +14   | 32     |
| 4. | FC Port Authority of Thailand | 18  | 7 | 5 | 6  | 026:270 | −1    | 26     |
| 5. | FC Krung Thai Bank            | 18  | 6 | 7 | 5  | 024:240 | ±0    | 25     |
| 6. | BEC Tero Sasana               | 18  | 6 | 7 | 5  | 019:180 | +1    | 25     |
| 7. | FC Bangkok University         | 18  | 5 | 7 | 6  | 016:210 | −5    | 22     |
| 8. | FC Bangkok Bank               | 18  | 5 | 5 | 8  | 025:280 | −3    | 20     |
| 9. | FC TOT                        | 18  | 3 | 7 | 8  | 020:250 | −5    | 16     |
| 10. | FC Royal Thai Navy            | 18  | 3 | 1 | 14 | 011:330 | −22   | 10     |
| Ermittlung des Tabellenplatzes einer Mannschaft bei Punktgleichheit: 1. Direkter Vergleich; 2. Tordifferenz; 3. erzielte Tore |                               |     |   |   |    |         |       |        |

## Kor Royal Cup
Der Kor Royal Cup wurde zum Ende der Saison als Supercup zwischen dem Meister und Vizemeister ausgetragen.
2005 wurde der Pokal zwischen FC Provincial Electricity Authority und dem Meister FC Thailand Tobacco Monopoly ausgetragen.
Dabei behielt am Ende der Meister klar und deutlich mit 4:1 die Oberhand.

## Queens Cup
Der Queen’s Cup wurde aufgrund fehlender Sponsoren in diesem Jahr nicht ausgetragen.

## Kontinentale Wettbewerbe
BEC Tero Sasana und FC Krung Thai Bank vertraten beide Thailand in der AFC Champions League, kamen aber über die Gruppenphase nicht hinaus.
Die Krung Thai wurde zwar Gruppenzweiter, jedoch mit 9 Punkten Rückstand auf Busan I'Park, den Gruppenersten.
BEC Tero Sasana konnte lediglich einen Punkt holen und wurde Gruppenletzter.
FC Thailand Tobacco Monopoly nahm an der 2. Auflage der ASEAN Club Championship teil, konnte aber nicht über die Gruppenphase hinaus kommen.

## Auszeichnungen des Jahres 2004/05

### Trainer des Jahres
- José Alves Berwis – FC Thailand Tobacco Monopoly

### Spieler des Jahres
- José Carlos Da Silva – FC Thailand Tobacco Monopoly

### Torschützenkönig
- Supakit Jinajai – FC Provincial Electricity Authority
- Sarayut Chaikamdee – FC Port Authority of Thailand